# 萊克安傑勒斯 (密歇根州)
萊克安傑勒斯（英語：Lake Angelus）是一個位於美國密歇根州奧克蘭縣的城市。

## 人口
根據2020年美國人口普查的數據，萊克安傑勒斯的面積為4.20平方千米，當中陸地面積為2.55平方千米，而水域面積為1.64平方千米。當地共有人口287人，而人口密度為每平方千米68人。